# Thryssa adelae
Thryssa adelae är en fiskart som först beskrevs av Rutter, 1897.  Thryssa adelae ingår i släktet Thryssa och familjen Engraulidae. Inga underarter finns listade i Catalogue of Life.